# Scott McKay (Eishockeyspieler)
Scott Gordon McKay (* 26. Januar 1972 in Burlington, Ontario) ist ein ehemaliger kanadischer Eishockeyspieler, der während seiner aktiven Laufbahn zwischen 1989 und 1998 hauptsächlich in den nordamerikanischen Minor Leagues auf der Position des rechten Flügelstürmers aktiv war. Zudem absolvierte McKay eine Partie für die Mighty Ducks of Anaheim in der National Hockey League.

## Karriere
Scott McKay begann seine aktive Laufbahn bei den Burlington Cougars in der Ontario Junior Hockey League, für die er von 1988 bis 1989 aktiv war. Anschließend ging er in den folgenden vier Jahren für die London Knights in der Ontario Hockey League aufs Eis und konnte seine Punkteausbeute jeweils jährlich steigern. Nachdem er nie gedraftet worden war, unterzeichnete der Rechtsschütze am 2. August 1993 als Free Agent bei den Mighty Ducks of Anaheim aus der National Hockey League. In der Saison 1993/94 absolvierte er sein erstes und zugleich einziges NHL-Spiel seiner Laufbahn. Den Großteil der Spielzeit verbrachte der Angreifer bei den San Diego Gulls in der International Hockey League, bei denen er zu den Leistungsträgern zählte und in 67 Partien insgesamt 23 Scorerpunkte erzielte.
In der darauffolgenden Saison stand McKay für die Baltimore Bandits in der American Hockey League und die Raleigh IceCaps in der East Coast Hockey League auf dem Eis. In der Saison 1996/97 absolvierte der Kanadier einige Partien für den EC Graz und spielte mit der Mannschaft in der Alpenliga. Danach kehrte er wieder nach Nordamerika zurück und lief in der Folge für die Port Huron Border Cats in der Colonial Hockey League und die Carolina Monarchs in der AHL auf. Im Folgejahr schloss sich der Angreifer den Louisiana IceGators an und absolvierte bis zum Saisonende 57 Partien, in denen er 41 Punkte erzielte. Danach beendete McKay im Alter von 26 Jahren seine aktive Laufbahn.

## Karrierestatistik
(Legende zur Spielerstatistik: Sp oder GP = absolvierte Spiele; T oder G = erzielte Tore; V oder A = erzielte Assists; Pkt oder Pts = erzielte Scorerpunkte; SM oder PIM = erhaltene Strafminuten; +/− = Plus/Minus-Bilanz; PP = erzielte Überzahltore; SH = erzielte Unterzahltore; GW = erzielte Siegtore; 1 Play-downs/Relegation; Kursiv: Statistik nicht vollständig)